# Sex (Bergname)
Sex [sɛ] ist ein Namensbestandteil in französischen Bergbezeichnungen. Verbreitet ist die Bezeichnung besonders in den südwestlichen Berner Alpen, in den Kantonen Wallis und Waadt. 
Der Ursprung des Wortes liegt im lateinischen saxum (Fels), gleich wie beim italienischen Sasso und beim rätoromanischen Sass. Andere Schreibweisen sind Scex oder frankoprovenzalisch Six; in Frankreich kommen auch die Bezeichnung Saix und Says vor.
Nicht nur in Gipfelnamen, sondern auch in Flurnamen in felsigem Gelände ist die Bezeichnung oft anzutreffen. Auch eine ehemalige Festung der Schweizer Armee bei Saint-Maurice wird danach benannt (Scex).
Eine Auswahl von Gipfeln mit diesem Namensbestandteil:
- le Sex au bon vin (heute Mont Bonvin)
- Sex Mort (dt. Tothorn)
- Sex Noir
- Sex Percé
- Sex Rouge (Wildhornmassiv)
- Sex Rouge (Les Diablerets) (auch Scex Rouge)
- Sex de Marinda
- Sex des Molettes (dt. Wetzsteinhorn)
- Six Armaille
- Six des Eaux Froides (dt. Rawilhorn)
- Six Madun